# George Grey
Pour les articles homonymes, voir George Grey (homonymie) et Grey.
Sir George Grey, né le 14 avril 1812 à Lisbonne et mort le 19 septembre 1898 à Londres, est un explorateur, administrateur colonial et homme d'État britannique. Le « plus célèbre gouverneur » de Nouvelle-Zélande et « peut-être la personnalité la plus importante du XIXe siècle en Nouvelle-Zélande », il exerce un rôle clef dans les années formatrices de cette jeune colonie.

## Biographie

### Jeunesse
Il naît au Portugal, huit jours après la mort de son père, le lieutenant-colonel George Grey des forces armées britanniques, tué lors du siège de Badajoz dans le cadre des guerres napoléoniennes. Il grandit en Angleterre, et sort diplômé en 1830 de l'Académie royale militaire de Sandhurst. Fait enseigne dans le 83e régiment d'infanterie de la British Army, il est posté en Irlande, où il est promu lieutenant mais où il est « horrifié par la pauvreté des Irlandais », qu'il attribue à la rapacité des grands propriétaires terriens. De là lui vient la conviction que les colonies de peuplement peuvent servir d'exutoire à la misère des pauvres, en leur offrant une vie meilleure.

### Gouverneur d'Australie-Méridionale
S'inspirant de Charles Sturt, en 1836 il obtient l'autorisation de Lord Glenelg, le Secrétaire d'État aux Colonies, et de la Royal Geographical Society, pour explorer l'Australie-Méridionale au nord de Perth, espérant y trouver des terres arables pour d'éventuels colons. Il mène deux expéditions infructueuses entre 1837 et 1839, durant lesquelles il nomme le fleuve Glenelg. Son caractère impressionne toutefois le gouvernement britannique, qui lui offre le poste de gouverneur d'Australie-Méridionale, jeune colonie de peuplement fondée en 1836. Il démissionne de l'armée avec le grade de capitaine, et devient gouverneur en 1841, à l'âge de seulement 29 ans. Son fils et unique enfant, âgé de cinq mois, meurt un mois après son arrivée à Adélaïde,,.
En tant que gouverneur, il est chargé de redresser les comptes publics de la colonie, gravement déficitaires. Il mène une politique de rigueur, réduisant drastiquement les dépenses publiques mais conservant des aides financières pour les pauvres. En 1844, il parvient à présenter un budget quasiment en équilibre. Dans le même temps, il tente de protéger les Aborigènes face aux violences des colons. En 1843 il crée le Conseil législatif d'Australie-Méridionale, dont il nomme les membres.

### Gouverneur de Nouvelle-Zélande (première fois)
En 1845 il est nommé gouverneur de Nouvelle-Zélande, colonie annexée à l'Empire britannique en 1840. La jeune colonie est en crise, à court d'argent et en proie à des révoltes de plusieurs tribus maories ulcérées par les revendications illégales de colons sur leurs terres. George Grey s'évertue à faire respecter le traité de Waitangi, qui reconnaît la propriété maorie des terres, empêche l'achat excessif et parfois frauduleux de terres maories par des missionnaires dans l'île du Nord, et parvient ainsi à rétablir la paix.
Régulant les transactions foncières pour s'assurer que les Maoris ne soient pas floués, il obtient la confiance des tribus, et leur consentement à vendre des terres au gouvernement colonial afin que celui ci les revende à des colons, notamment dans l'île du Sud. Dans le même temps, il fait construire des hôpitaux dans les régions maories, et introduit des aides financières pour les Maoris qui souhaitent se lancer dans l'agriculture commerciale. Wiremu Te Rangikāheke lui enseigne la langue maorie, et George Grey persuade divers chefs de rédiger les croyances et les coutumes de leur peuple, qu'il fait publier avec leur accord. Il « jouit d'un grand mana parmi les Maoris », et est fait chevalier commandeur de l'ordre du Bain en 1848.
En 1846, il refuse l'ordre du bureau des Colonies à Londres d'introduire un parlement pour les colons. Il argue qu'il serait injuste d'accorder un tel pouvoir aux colons vis-à-vis des Maoris, et que les Maoris par ailleurs ne l'accepteraient pas. Pour autant, il participe in fine activement à la préparation de la loi constitutionnelle néo-zélandaise de 1852 (en), qui crée le Parlement de Nouvelle-Zélande et permet la tenue des premières élections législatives en 1853. Celles-ci n'accordent aux représentants élus des colons qu'un pouvoir politique limité, le gouverneur conservant notamment le pouvoir de protéger les intérêts des Maoris,.

### Gouverneur du Cap

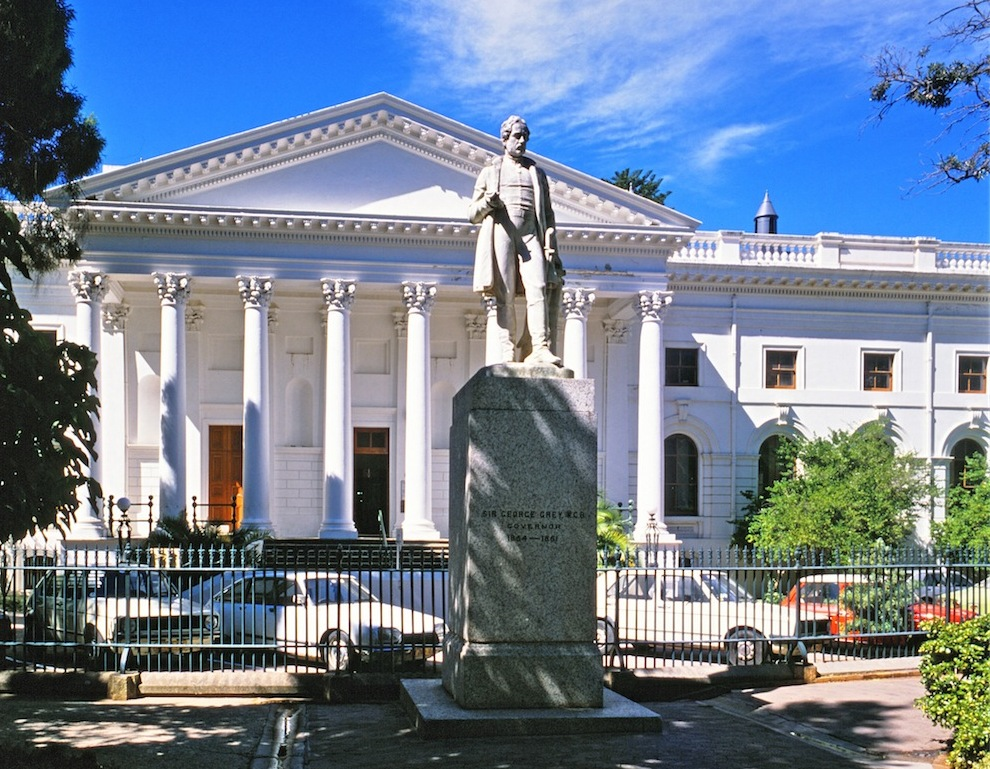
Statue de George Grey au Cap.

En 1854 il devient gouverneur de la colonie du Cap, dans l'ouest de l'actuelle Afrique du Sud. Sa priorité est de mettre fin aux conflits armées entre les colons et les Xhosa sur la zone frontalière orientale de la colonie. Il finance le développement d'infrastructures dans cette région, et y soutient financièrement le développement agricole, s'assurant que blancs et noirs y aient des fermes voisines. Il fait ouvrir des écoles et des hôpitaux en terres xhosa, ainsi qu'un hôpital à King William's Town où patients noirs et blancs sont traités sans distinction. 
En 1856 toutefois, un mouvement prophétique incarné par une jeune fille, Nongqawuse, émerge parmi les Xhosa, les persuadant que s'ils tuent tout leur bétail et arrachent leurs plantations, les esprits ancestraux chasseront les colons et confèreront aux Xhosa de grandes richesses. Il en résulte une famine catastrophique, qui fait quelque 30 000 morts parmi les Xhosa malgré l'aide alimentaire d'urgence dépêchée par le gouverneur Grey,. 

### Gouverneur de Nouvelle-Zélande (seconde fois)

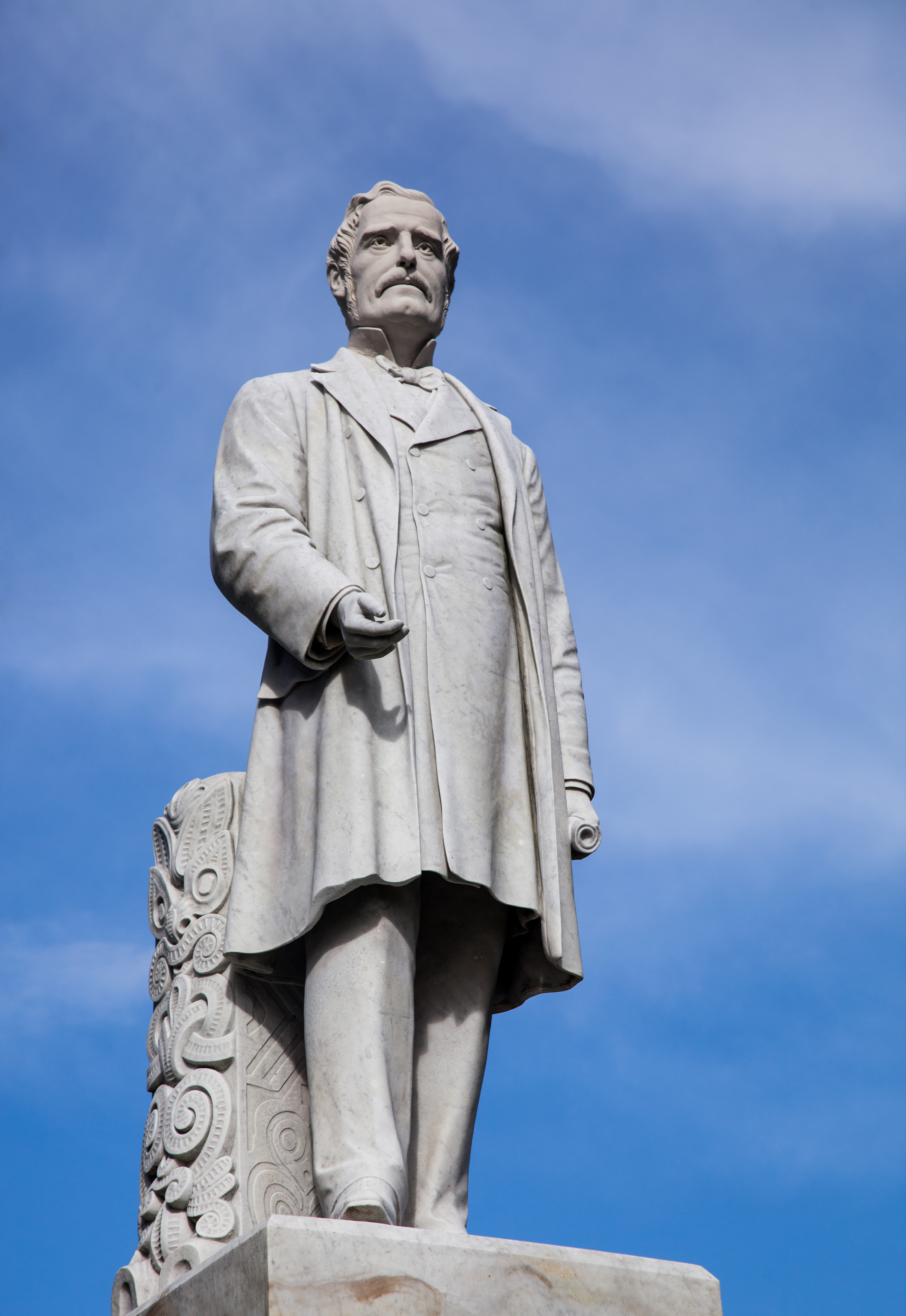
Statue de George Grey à Auckland.

En Nouvelle-Zélande, les « guerres maories » ont éclaté dans le Taranaki en 1860. George Grey se propose de redevenir gouverneur pour ramener la paix grâce au prestige dont il jouit parmi les Maoris, et il est nommé gouverneur en 1861. Il propose de restituer aux Maoris les terres expropriées dans le Taranaki. Dans le même temps, il propose une autonomie politique au mouvement Kingitanga dans le Waikato, qui menace d'entrer en rébellion. Les Maoris concernés, suspicieux, refusent, et George Grey ordonne l'occupation militaire de ces deux régions, prenant même part lui-même à l'une des batailles en 1865. Il consent en 1864 à la demande du gouvernement du Premier ministre Frederick Weld de confisquer de vastes étendues de terres des tribus rebelles,.
En 1868, il est relevé de des fonctions lorsqu'il refuse l'ordre venu de Londres de rapatrier au Royaume-Uni les soldats prêtés par la métropole.

### Premier ministre de Nouvelle-Zélande
Il demeure en Nouvelle-Zélande, et entre en politique en 1874 pour s'opposer à la volonté du Premier ministre Julius Vogel d'abolir les provinces de Nouvelle-Zélande. Il est élu député d'Auckland-ouest à la Chambre des représentants en 1875. Il n'existe pas encore de partis politiques, mais en 1877 il parvient à forger une coalition informelle de conservateurs et de radicaux qui font de lui le Premier ministre. Ses idées sont radicales : Il souhaite que l'État garantisse un droit au travail, un salaire minimum et des conditions de travail décentes, positions toutefois trop radicales pour ses collègues ; il parvient uniquement à introduire un impôt sur les grandes propriétés terriennes sous-exploitées, afin de presser les grands propriétaires à vendre une partie de leurs terres à de petits agriculteurs. Il ne dispose pas d'une majorité parlementaire solide, et son gouvernement est battu aux élections de 1879 (en). Son projet de loi visant à accorder le suffrage universel masculin est toutefois repris et adopté par le nouveau gouvernement de Frederick Whitaker,,.
Il est choisi par la Chambre des représentants pour être l'un des trois représentants de la Nouvelle-Zélande à la Convention australasienne nationale de 1891, qui projette une fédération des colonies britanniques autonomes d'Australie et de Nouvelle-Zélande. Il s'y prononce plutôt pour une confédération dans laquelle la Nouvelle-Zélande conserverait son autonomie.
Bien que réélu pour un huitième mandat de député en 1893, il quitte la Nouvelle-Zélande en 1894. Il passe les dernières années de sa vie au Royaume-Uni, et y meurt en 1898 à l'âge de 86 ans. Il est inhumé à la cathédrale Saint-Paul de Londres.